# Kananaskis Range
Kananaskis Range är ett berg i Kanada.   Det ligger i provinsen Alberta, i den centrala delen av landet, 3 000 km väster om huvudstaden Ottawa. Toppen på Kananaskis Range är 3 185 meter över havet.
Terrängen runt Kananaskis Range är bergig åt nordost, men åt sydväst är den kuperad.Trakten runt Kananaskis Range är nära nog obefolkad, med mindre än två invånare per kvadratkilometer.. Det finns inga samhällen i närheten. 
I omgivningarna runt Kananaskis Range växer i huvudsak barrskog.